# 渡辺勝 (開拓者)

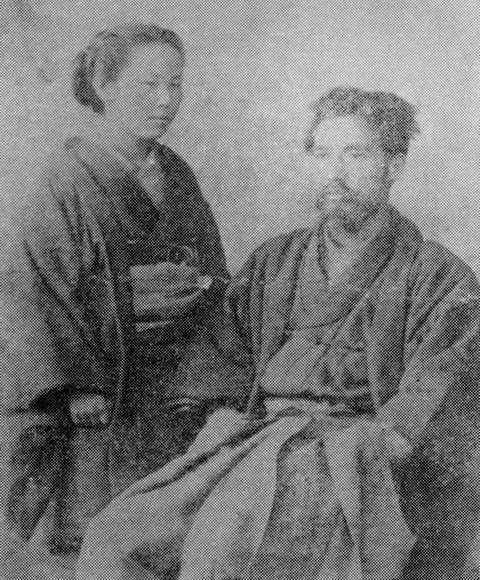
渡辺勝（右）と妻カネ（左）の結婚写真。1883年。

渡辺 勝（わたなべ まさる、1854年（嘉永7年）9月 - 1922年（大正11年）6月15日）は、クリスチャンの北海道開拓者である。妻カネは鈴木銃太郎の妹である。

## 略歴
1854年（嘉永7年）に尾張藩槍術指南役・渡辺綱良の長男として名古屋城下の武平町に生まれる。1874年（明治7年）6月に上京し、電信技術の試験に合格する。
1876年（明治9年）1月に東京市芝区久保葺手町の（現在の港区虎ノ門四丁目付近）ヒュー・ワデルの私塾で聖書を学び、塾生の依田勉三や鈴木銃太郎らと知り合った。1877年（明治10年）1月7日に洗礼を受ける。10月に東京一致神学校に入りワデル塾から通学した。1878年（明治11年）8月に依田の勧めで伊豆の蓮台寺の豆陽学校（後の静岡県立下田北高等学校）の英語教師になり、1883年（明治16年）まで務めた。同年4月9日鈴木カネと結婚。
その後、依田一族による結成された北海道開拓団晩成社の幹部として北海道に移住した。
1883年（明治16年）から、下帯広村の地で居をかまえ開墾に従事し、
1889年（明治22年）に然別で牧場経営に着手した。
1893年（明治26年）には本格的な放牧を行い、本州より実弟豊吉を呼びよせ、管理をまかせ、傭人として大村壬作・アイヌ民族の数人を使って十数等位の馬が飼育し、この年から、然別太に定住し本格的な牧場経営に専念した。
1893年（明治26年）に晩成社を去る。
1901年（明治34年）に然別の総代として選出され、村の世話役や地域の諸問題解決に奮闘し、1906年（明治39年）に音更村が「二級村」になった時、第１回村議会議員になって、地域の諸問題の解決にあたった。
1921年（大正10年）10月26日、脳溢血症に倒れ、1922年（大正11年）6月15日死去し、遺言により神道で葬られた。

## 妻カネ
妻の渡辺カネは、安政6年（1859年）4月14日、信州上田藩士・鈴木三九郎親長の長女として江戸御弓町（真砂町）に生まれた。父の親長は上田藩勘定奉行・松村親賢の三男で、主命により奥女中・鈴木直の養子となり鈴木家を継いだ武士であった。カネ５歳のとき、藩命で帰郷した父に連れられ上田に転居したが、廃藩置県により職を失った父や家族とともに14歳で上京。親長は養蚕業を始めたが失敗し、失意の中、キリスト教に救いを求めて受洗、牧師の紹介で横浜で日本語教師と聖書販売を始めた。1875年（明治8年）、カネは16歳でミッションスクール共立女学校に入学し、7年間学んで英文全科と皇漢学科を卒業し、夫ともに北海道開拓に携わり、6人の子を育てた。

## 入植地の碑
渡辺夫妻の住居があった帯広市東10条南5丁目付近には「渡辺勝・カネ入植地の碑」が建立されている。